# アンジェラ・バクストン
アンジェラ・バクストン（Angela Buxton, 1934年8月16日 - 2020年8月14日）は、イングランド・リヴァプール出身の女子テニス選手。1956年のウィンブルドン選手権女子シングルス準優勝者。ダブルスでは1956年の全仏選手権とウィンブルドン選手権で、黒人選手のアリシア・ギブソンと組んで4大大会女子ダブルス2連勝を達成した。シングルス自己最高ランキングは5位（1956年）。彼女は生涯を通じて、ユダヤ人に対する偏見と闘ってきた。
バクストンは北ウェールズ地方にある寄宿学校でテニスを始め、10代半ばに母親と2人でロンドンに引っ越したが、ユダヤ人であることからロンドン市内の名門「カンバーランド・テニスクラブ」への入会を拒否された。クラブの入会申込書を書いた時に「あなたには入会資格がありません」と言われ、理由を尋ねた彼女に「あなたはユダヤ人だからです」という答えが返ってきた。バクストンの人種偏見との闘いは、この時から始まる。1952年に母親と2人でアメリカへ行った時、「ロサンゼルス・テニスクラブ」からも全く同じ答えが返ってきた。そのため、彼女は電車でロサンゼルスの公営コートへ練習に行く生活を送った。その技量が晩年のビル・チルデンの目に留まり、バクストンはチルデンが急死するまでの半年間、練習を見てもらうことができた。1953年10月、イスラエルで開かれた「マカベア・ゲームズ」のテニス女子シングルスで優勝し、バクストンのテニス経歴は本格的に開花し始める。同僚選手たちからの孤立感の中で、バクストンは1954年の全仏選手権で初めての好成績を出し、当時の世界1位だったモーリーン・コノリーとの準々決勝まで進出した。翌1955年、彼女はウィンブルドン選手権でベスト8に入る。この年にバクストンは黒人選手のアリシア・ギブソンと出会い、ともに人種偏見と闘う仲間を見いだした。
1956年の全仏選手権が始まった時、バクストンとギブソンは2人ともダブルス・パートナーがいなかった。ここで再び会った2人は、初めてダブルスのペアを組むことになる。2人のペアはすぐに息を合わせ、決勝でダーリーン・ハード＆ドロシー・ヘッド・ノード（ともにアメリカ）組を 6-8, 8-6, 6-1 で破って初優勝した。シングルスでは、バクストンは準決勝でギブソンに 6-2, 0-6, 4-6 の逆転負けを喫している。続くウィンブルドン選手権で、アンジェラ・バクストンは女子シングルス・女子ダブルスの2部門で決勝進出を果たす。女子シングルス決勝では、バクストンはシャーリー・フライ（アメリカ）に 3-6, 1-6 で敗れて準優勝になった。ギブソンと組んだダブルスでは、決勝でオーストラリアペアのフェイ・ミュラー＆ダフネ・シーニー組を 6-1, 8-6 で破って優勝する。こうして、バクストンとギブソンは1956年の4大大会女子ダブルスで2連勝を成し遂げた。ウィンブルドン選手権の後、バクストンは当時の女子テニス世界ランキングで「5位」に入った。
ところが、バクストンは1956年の後半に深刻な手首の故障を患い、彼女のテニス経歴は短期間であっけなく断たれてしまう。選手引退後、バクストンはテニスに関する3冊のレッスン書を著述し、「イスラエル・テニスセンター」を設立するなど、種々のテニス教育活動に携わってきた。1981年に「国際ユダヤ人スポーツ殿堂」入り。ウィンブルドン選手権を運営する「オールイングランド・ローンテニスクラブ」は、1956年の女子ダブルス優勝者であるバクストンに対して、50年ほどたつ現在も（いずれかの部門で優勝した選手に与えられる）クラブ会員資格を与えていないという。2004年6月13日付の「ニューヨーク・ポスト」紙のインタビューによれば（本記事の外部リンク参照）、バクストンは「あそこには、今なお根強い反ユダヤ主義が残っているのでしょう」と語っている。2004年、バクストンとギブソンの闘いを詳しく紹介した『The Match: How Two Outsiders -- One Black, the other Jewish -- Forged a Friendship and Made Sports History』（2人の部外者、黒人とユダヤ人が築いた友情とスポーツの歴史の物語）が、出版社のハーパー・コリンズ社から出版された。